# MZ Skorpion
MZ Skorpion ist die Modellbezeichnung für Motorräder, die von 1994 bis 2002 von der Motorrad- und Zweiradwerk GmbH in fünf Varianten gebaut wurden.

## Modellgeschichte und Technik

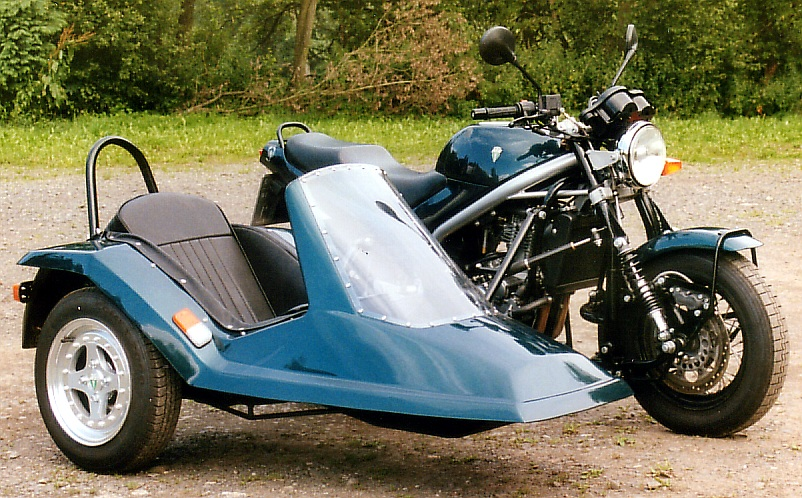
MZ Skorpion Gespann (Umbau)

Die Ausgestaltung der Modelle basiert auf einem Entwurf des britischen Designateliers Seymour Powell, das einen 500-cm³-Viertaktmotor von Rotax, wie er bereits in der MZ Saxon 500 R Verwendung fand, in einem leichten, geklebten statt geschweißten Chrommolybdän-Rahmen vorsah.
Die Skorpion-Modelle wurden 1994 auf den Markt gebracht und waren die ersten Neuentwicklungen des Unternehmens im traditionsreichen Zschopauer Motorradbau. Als Antrieb wurde statt des Rotax-Motors ein 660-cm³-Einzylinder-Viertaktmotor von Yamaha zugekauft, die geplante Verklebung wich einer deutlich schwereren Verschweißung.
Bereits 1995 wollte der Hersteller seine erfolgreiche Teilnahme in der Einzylinder-Rennserie Sound of Singles (auch unter der Abkürzung SoS bekannt und später unter der Bezeichnung Supermono fortgeführt) mit einer straßenzulassungsfähigen Replika feiern. Die Race Replica basierte auf der Sport, trug aber, ebenso wie die gleichzeitig für einen dazu initiierten markeneigenen Typenpokal vorgestellte Skorpion Cup, eine Vollverkleidung. Eine leichte, hochgezogene Sebring-Doppelauspuffanlage ersetzte den schwergewichtigen Einzel-Schalldämpfer; Lenker und Fußrasten fielen etwas hochwertiger aus. Der bedeutendste Unterschied zur Großserie war das White-Power-Fahrwerk. Die Upside-Down-Gabel und das Federbein mit der signifikanten weißen Feder verliehen der Skorpion Replica ein rennstreckenaffinere Ausstattung, die durch die Brembo-Doppelscheibenbremse und die leichten Marchesini-Räder unterstützt wurden. Allerdings kostete sie als 48-PS-Einzylinder mit 15.400 DM nicht viel weniger als vierzylindrige japanische Supersportler mit über 100 PS. Es wurden 250 Einheiten der geplant limitierten Edition hergestellt.
Auch mit Vollverkleidung, aber für einen vollkommen anderen Einsatzzweck kam im Jahr 1996 die Traveller. Es handelte sich im Wesentlichen um eine vollverkleidete Tour, für die MZ ab Werk ein Koffersystem anbot.
Im Jahr 1998 unterzog MZ die gesamte Baureihe einer Überarbeitung. Dabei reagierte das Werk unter anderem auf Kritik an der Qualität mancher Zulieferteile. Die Serie wurde mit hochwertigeren Instrumenten ausgestattet, Tour und Traveller erhielten Brücken- statt Klemmrohrlenker, und die Farbpalette wurde verändert. Bis zur Produktionseinstellung im Jahr 2003 erfolgten keine weiteren Änderungen.
Neben den fünf Serienmodellen gab es noch das Sondermodell Skorpion Fighter mit Verkleidung, Spiegel, Beleuchtung der Skorpion Traveller und dem Sitz und Auspuff der Race Replica. Die produzierte Stückzahl wird mit 10 angegeben.
Insgesamt wurden in 9 Jahren 4152 Skorpion-Modelle gebaut.
Eines der nicht in Produktion gegangenen Modelle war die Sport Classic, die das Unternehmen im Jahr 1997 vorstellte. Es handelte sich um eine Sport ohne Verkleidung und mit Drahtspeichenrädern, als Reminiszenz an die Café Racer der sechziger Jahre. Es entstanden in Zschopau nur zwei Prototypen.

## Technische Daten im Vergleich
|                       | Skorpion Tour | Skorpion Traveller | Skorpion Sport | Skorpion Cup | Skorpion Race Replica |
| --------------------- | --- | --- | --- | --- | --- |
| Bild                  | MZ Skorpion Tour | MZ Skorpion Traveller | MZ Skorpion Sport | Tony König | MZ Skorpion Race Replica |
| Baujahre              | 1994–2002 | 1995–2002 | 1994–2002 | 1996–2002 | 1996–1998 |
| Bemerkungen           | mit Rundscheinwerfer, ohne Verkleidungsteile                                                                                  | Vollverkleidung, Koffersystem von Hepco-Becker in der Grundausstattung                                                        | rahmenfeste Halbverkleidung                                                                                                   | Vollverkleidung der Race Replica, in der Rennausstattung jedoch ohne Scheinwerferausschnitt und gewichtsreduziert             | Zweischeibenbremsanlage vorn, Vollverkleidung, Marchesini LM Gussräder, gewichtsreduziert                                     |
| Motor                 | flüssigkeitsgekühlter, Einzylinder-Viertaktmotor - 16° nach vorn geneigt, 1 Ausgleichswelle                                   | flüssigkeitsgekühlter, Einzylinder-Viertaktmotor - 16° nach vorn geneigt, 1 Ausgleichswelle                                   | flüssigkeitsgekühlter, Einzylinder-Viertaktmotor - 16° nach vorn geneigt, 1 Ausgleichswelle                                   | flüssigkeitsgekühlter, Einzylinder-Viertaktmotor - 16° nach vorn geneigt, 1 Ausgleichswelle                                   | flüssigkeitsgekühlter, Einzylinder-Viertaktmotor - 16° nach vorn geneigt, 1 Ausgleichswelle                                   |
| Ventilsteuerung       | kettengetriebene obenliegende Nockenwelle, drei Einlass- und zwei Auslassventile über Kipphebel mit Einstellschraube betätigt | kettengetriebene obenliegende Nockenwelle, drei Einlass- und zwei Auslassventile über Kipphebel mit Einstellschraube betätigt | kettengetriebene obenliegende Nockenwelle, drei Einlass- und zwei Auslassventile über Kipphebel mit Einstellschraube betätigt | kettengetriebene obenliegende Nockenwelle, drei Einlass- und zwei Auslassventile über Kipphebel mit Einstellschraube betätigt | kettengetriebene obenliegende Nockenwelle, drei Einlass- und zwei Auslassventile über Kipphebel mit Einstellschraube betätigt |
| Bohrung × Hub         | 100 × 84 mm | 100 × 84 mm | 100 × 84 mm | 100 × 84 mm | 100 × 84 mm |
| Hubraum               | 660 cm³ | 660 cm³ | 660 cm³ | 660 cm³ | 660 cm³ |
| Verdichtung           | 9,2 : 1 | 9,2 : 1 | 9,2 : 1 | 9,2 : 1 | 9,2 : 1 |
| Nennleistung          | 35 kW (47,6 PS) bei 6250/min Drosselung: 25 kW (34 PS) bei 5750/min                                                           | 35 kW (47,6 PS) bei 6250/min Drosselung: 25 kW (34 PS) bei 5750/min                                                           | 35 kW (47,6 PS) bei 6250/min Drosselung: 25 kW (34 PS) bei 5750/min                                                           | 35 kW (47,6 PS) bei 6250/min                                                                                                  | 36 kW (48,9 PS) bei 6500/min                                                                                                  |
| max. Drehmoment       | 56 Nm bei 5250/min bzw. 47 Nm bei 4500/min                                                                                    | 56 Nm bei 5250/min bzw. 47 Nm bei 4500/min                                                                                    | 56 Nm bei 5250/min bzw. 47 Nm bei 4500/min                                                                                    | 56 Nm bei 5250/min | 58 Nm bei 5500/min |
| Gemischaufbereitung   | Registervergaser Teikei, 26/35 mm                                                                                             | Registervergaser Teikei, 26/35 mm                                                                                             | Registervergaser Teikei, 26/35 mm                                                                                             | Registervergaser Teikei, 26/35 mm                                                                                             | Registervergaser Teikei, 26/35 mm                                                                                             |
| Zündung               | kontaktlose Kondensatorzündung, elektronisch, mit Zündverstellung                                                             | kontaktlose Kondensatorzündung, elektronisch, mit Zündverstellung                                                             | kontaktlose Kondensatorzündung, elektronisch, mit Zündverstellung                                                             | kontaktlose Kondensatorzündung, elektronisch, mit Zündverstellung                                                             | kontaktlose Kondensatorzündung, elektronisch, mit Zündverstellung                                                             |
| Abgasreinigung        | ab Baujahr 1999 mit ungeregeltem Katalysator EU1                                                                              | ab Baujahr 1999 mit ungeregeltem Katalysator EU1                                                                              | ab Baujahr 1999 mit ungeregeltem Katalysator EU1                                                                              | ab Baujahr 1999 mit ungeregeltem Katalysator EU1                                                                              | ab Baujahr 1999 mit ungeregeltem Katalysator EU1                                                                              |
| Schalldämpfer         | 2-in-1 Edelstahl, Reflektionsdämpfer von L&W                                                                                  | 2-in-1 Edelstahl, Reflektionsdämpfer von L&W                                                                                  | 2-in-1 Edelstahl, Reflektionsdämpfer von L&W                                                                                  | 2-in-1 Edelstahl, Reflektionsdämpfer von BSM (Alu-/Carbonhülle)                                                               | 2-in-2 Edelstahl, Reflektionsdämpfer von SEBRING                                                                              |
| Lichtmaschine         | NIPPON DENSO TLMZ55 Wechselstrom-Schwungmagnetzünder 14 V 24,5 A bei 5.000/min - 340 W                                        | NIPPON DENSO TLMZ55 Wechselstrom-Schwungmagnetzünder 14 V 24,5 A bei 5.000/min - 340 W                                        | NIPPON DENSO TLMZ55 Wechselstrom-Schwungmagnetzünder 14 V 24,5 A bei 5.000/min - 340 W                                        | NIPPON DENSO TLMZ55 Wechselstrom-Schwungmagnetzünder 14 V 24,5 A bei 5.000/min - 340 W                                        | NIPPON DENSO TLMZ55 Wechselstrom-Schwungmagnetzünder 14 V 24,5 A bei 5.000/min - 340 W                                        |
| Batterie              | 12 V, 9 Ah oder wahlweise 12 V, 8 Ah Trockenbatterie                                                                          | 12 V, 9 Ah oder wahlweise 12 V, 8 Ah Trockenbatterie                                                                          | 12 V, 9 Ah oder wahlweise 12 V, 8 Ah Trockenbatterie                                                                          | 12 V, 9 Ah oder wahlweise 12 V, 8 Ah Trockenbatterie                                                                          | 12 V, 9 Ah oder wahlweise 12 V, 8 Ah Trockenbatterie                                                                          |
| Kupplung              | mechanisch betätigte Mehrscheiben-Ölbadkupplung                                                                               | mechanisch betätigte Mehrscheiben-Ölbadkupplung                                                                               | mechanisch betätigte Mehrscheiben-Ölbadkupplung                                                                               | mechanisch betätigte Mehrscheiben-Ölbadkupplung                                                                               | mechanisch betätigte Mehrscheiben-Ölbadkupplung                                                                               |
| Getriebe              | 5-Gang-Stirnrad-Wechselgetriebe, klauengeschaltet                                                                             | 5-Gang-Stirnrad-Wechselgetriebe, klauengeschaltet                                                                             | 5-Gang-Stirnrad-Wechselgetriebe, klauengeschaltet                                                                             | 5-Gang-Stirnrad-Wechselgetriebe, klauengeschaltet                                                                             | 5-Gang-Stirnrad-Wechselgetriebe, klauengeschaltet                                                                             |
| Sekundärübersetzung   | 15/41 (nur Bj. 1994) 15/39 (ab Bj. 1995)                                                                                      | 15/39 | 15/39 | 15/39 | 15/39 |
| Endantrieb            | O-Ring-Kette | O-Ring-Kette | O-Ring-Kette | O-Ring-Kette | O-Ring-Kette |
| Rahmen                | Stahl-Rohrrahmen mit geschraubtem Motorträger und geschraubtem Stahlrohr-Heckrahmen                                           | Stahl-Rohrrahmen mit geschraubtem Motorträger und geschraubtem Stahlrohr-Heckrahmen                                           | Stahl-Rohrrahmen mit geschraubtem Motorträger und geschraubtem Stahlrohr-Heckrahmen                                           | Stahl-Rohrrahmen mit geschraubtem Motorträger und geschraubtem Stahlrohr-Heckrahmen                                           | Stahl-Rohrrahmen mit geschraubtem Motorträger und geschraubtem Stahlrohr-Heckrahmen                                           |
| Radstand              | 1420 mm | 1420 mm | 1420 mm | 1420 mm | 1420 mm |
| Sitzhöhe              | 785 mm | 785 mm | 770 mm | 780 mm | 770 mm |
| Nachlauf              | 107 mm | 107 mm | 107 mm | 107 mm | 107 mm |
| Lenkkopfwinkel        | 63,5° | 63,5° | 63,5° | 63,5° | 63,5° |
| Radaufhängung vorn    | Teleskopgabel, hydraulisch gedämpft, Federweg 140 mm (nicht einstellbar)                                                      | Teleskopgabel, hydraulisch gedämpft, Federweg 140 mm (nicht einstellbar)                                                      | Teleskopgabel, hydraulisch gedämpft, Federweg 140 mm (nicht einstellbar)                                                      | Teleskopgabel, hydraulisch gedämpft, Federweg 140 mm (nicht einstellbar)                                                      | Upside-down-Gabel von WP, hydraulisch gedämpft, Federweg 120 mm, Druckstufe 8-fach, Zugstufe 20-fach verstellbar              |
| Radaufhängung hinten  | Langarmschwinge aus Rechteck-Stahlprofilen, Federweg am Rad 130 mm (Federbasis verstellbar)                                   | Langarmschwinge aus Rechteck-Stahlprofilen, Federweg am Rad 130 mm (Federbasis verstellbar)                                   | Langarmschwinge aus Rechteck-Stahlprofilen, Federweg am Rad 130 mm (Federbasis verstellbar)                                   | Langarmschwinge aus Rechteck-Stahlprofilen, Federweg am Rad 130 mm (Federbasis verstellbar)                                   | wie vor, jedoch mit Mono-Federbein von WP, Federvorspannung einstellbar, Zugstufe 11-fach verstellbar.                        |
| Felgengröße vorn      | Leichtmetall-Guss-3-Speichenrad, 3 × 17″                                                                                      | Leichtmetall-Guss-3-Speichenrad, 3 × 17″                                                                                      | Leichtmetall-Guss-3-Speichenrad, 3 × 17″                                                                                      | Leichtmetall-Guss-3-Speichenrad, 3 × 17″                                                                                      | wie vor, jedoch 3,5 × 17″ |
| Felgengröße hinten    | Leichtmetall-Guss-3-Speichenrad, 4 × 17″                                                                                      | Leichtmetall-Guss-3-Speichenrad, 4 × 17″                                                                                      | Leichtmetall-Guss-3-Speichenrad, 4 × 17″                                                                                      | Leichtmetall-Guss-3-Speichenrad, 4 × 17″                                                                                      | wie vor, jedoch 5,0 × 17″ |
| Bereifung vorn        | 110/7ZR 17 | 110/7ZR 17 | 110/7ZR 17 | 110/7ZR 17 | 120/60ZR 17 |
| Bereifung hinten      | 150/60ZR 17 | 150/60ZR 17 | 150/60ZR 17 | 150/60ZR 17 | 160/60ZR 17 |
| Bremse vorn           | Einscheibenbremse, Ø 282 mm mit Vierkolben-Festsattel                                                                         | Einscheibenbremse, Ø 282 mm mit Vierkolben-Festsattel                                                                         | Einscheibenbremse, Ø 282 mm mit Vierkolben-Festsattel                                                                         | Einscheibenbremse, Ø 282 mm mit Vierkolben-Festsattel                                                                         | Zweischeibenbremse, Ø 300 mm mit Vierkolben-Festsattel                                                                        |
| Bremse hinten         | Einscheibenbremse, Ø 240 mm mit Zweikolben-Festsattel                                                                         | Einscheibenbremse, Ø 240 mm mit Zweikolben-Festsattel                                                                         | Einscheibenbremse, Ø 240 mm mit Zweikolben-Festsattel                                                                         | Einscheibenbremse, Ø 240 mm mit Zweikolben-Festsattel                                                                         | Einscheibenbremse, Ø 240 mm mit Zweikolben-Festsattel                                                                         |
| Trockengewicht        | 167 kg | 187 kg | 173 kg | 172 kg in der Straßenausstattung (in Rennausstattung erheblich gewichtsreduziert)                                             | 168 kg |
| zul. Gesamtgewicht    | 400 kg | 400 kg | 380 kg | 380 kg | 280 kg |
| Tankinhalt            | ca. 18 l (Reserve: ca. 3 l)                                                                                                   | ca. 18 l (Reserve: ca. 3 l)                                                                                                   | ca. 18 l (Reserve: ca. 3 l)                                                                                                   | ca. 18 l (Reserve: ca. 3 l)                                                                                                   | ca. 18 l (Reserve: ca. 3 l)                                                                                                   |
| Höchstgeschwindigkeit | 160 km/h | 170 km/h | 175 km/h | 185 km/h | 185 km/h |

## Testberichte/Kritiken
Ein Testbericht in der Zeitschrift Ballhupe des Bundesverbandes der Motorradfahrer urteilte zur Modellvariante Skorpion Sport und ging am Ende kurz auf die Variante Skorpion Tour ein:

„Die 189 Kilo fahrfertigen Gewichts sieht man der Skorpion Sport nicht an. Eigentlich sollten es ja 40 Kilo weniger werden, doch dann wich unter anderem die vorgesehene Verklebung der Schwingen- und Motoraufnahme am Hauptrahmen einer schwereren, geschweißten Konstruktion aus Stahl. […] Bei einer Sitzhöhe von 770 Millimetern haben normalgewachsene Motorradfahrer keinerlei Schwierigkeiten, mit den Füßen auf den Boden zu kommen. Auch Menschen von mehr als 1,80 Metern Körpergröße finden bequem Platz, […]. Die Sitzhaltung ist sportlich, dennoch lassen sich lange Tagesetappen ohne permanent schmerzende Handgelenke fahren. Das gilt allerdings nur für den Fahrer. Der Sozius wird arg malträtiert und hält es auf dem kleinen Sitzkissen nur wenige Kilometer aus! […] Der Motor dreht ein wenig zäh. Bei mehr als 7000 Touren regelt der Drehzalbegrenzer brutal ab. Gequälte 150, mit langer Übersetzung, sind auf der Autobahn ein wenig enttäuschend, […]. Im Gegensatz zur Vorserie montiert MuZ jetzt auf dem hinteren Zahnkranz ein Ritzel mit 39, statt 40 mit Zähnen, so daß der Single beim Beschleunigen ein wenig schlapp auf der Brust erscheint. Zudem wurde das Benzin-Luft-Gemisch etwas magerer angereichert, um bessere Abgaswerte zu erzielen. Doch jetzt patscht der Motor laut vor jeder Kurve, wird das Gas abrupt zurückgenommen. Kinderkrankheiten. Eine optimal eingestellte Skorpion rennt locker 170. Das Fahrwerk selbst ist eine Wucht. Egal ob langgezogene oder kleine enge Kurven, holpriger Asphalt oder topfebene Betonpisten, die kleine MuZ zieht sauber ihre Spur. […] Die straff gedämpfte Paioli-Gabel aus italienischer Fertigung spricht sauber an, das Bilsteinfederbein im Heck verrichtet klaglos seinen Dienst. Die Grundabstimmung ab Werk läßt kaum mehr Wünsche offen – muß sie auch denn verstellt werden kann hier nichts. Ein deutliches Manko auch der Lenkeinschlag. Zum Wenden reicht die Breite einer Landstraße kaum aus, es muß rangiert werden. […] Die MuZ Skorpion ist ein Motorrad, das so richtig Spaß macht. Eine Maschine, die man sich an einem lauen Sonntagmorgen im Sommer wünscht. Kurz vor sechs, wenn noch alles schläft, den Motor gestartet und bis zum Frühstück 250 Kilometer auf kurvenreicher Landstraße runtergerissen. 18 Liter Tankinhalt bei einem Verbrauch von weniger als sechs Liter machens möglich. Bei sol viel Begeisterung läßt sich fast darüber hinwegsehen, daß der Kettenschutz eigentlich das Prädikat mangelhaft verdient: Man versaut sich beim Aufbocken jedes Mal die Finger. Ein kleiner Tankrucksack kann nur mit Mühe montiert werden. Für die zivile „Version“, die Skorpion Tour, mit hohem Lenker und ohne Verkleidung, wird ein Koffersystem von Hepco & Becker angeboten. Bei jenem Modell findet der Sozius auch einen wesentlich angenehmeren Sitzplatz vor. Mit knapp 9800 Mark ist diese Motorrad preislich sehr attraktiv. Für die „Sachsen-Ducati“ Skorpion Sport muß rund ein Tausender mehr bezahlt werden. Ein Zuschlag, der sich lohnt.“

## Behördenmodell

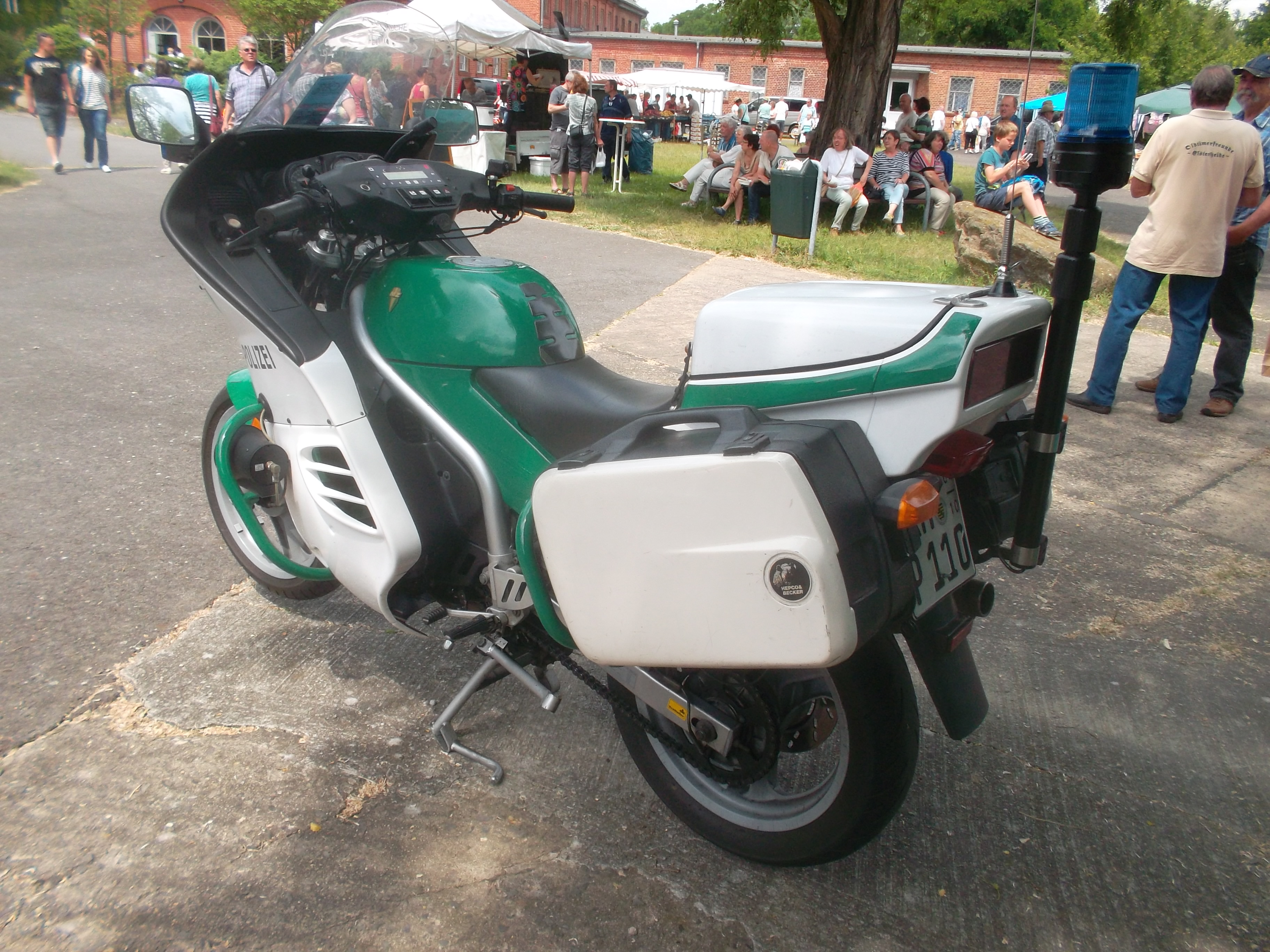
MZ Skorpion für die Polizei

Für die Polizei sowie das Ordnungsamt wurden einige Skorpion als Behördenmodell geliefert. Die Unterschiede zu den anderen Serienmaschinen sind:
- Verkleidung von Pichler mit 2 Handschuhfächern und in 3 Stufen höhenverstellbarer Scheibe
- Koffersystem von Hepco & Becker (Koffer der Serie Junior 2 à 40 l wurden verbaut), Halterung für hinteres Blaulicht am rechten Kofferträger verschweißt
- vorderer und hinterer Sturzbügel, Sirenen am vorderen Sturzbügel
- Griffheizung
- Funkgerät in eigenständigem GFK-Gehäuse statt Soziussitz, Bedienung am Lenker
- Leergewicht: 239 kg

Genaue Produktionszahlen sind nicht bekannt, die Einsatzorte der Kräder waren hauptsächlich im Freistaat Sachsen zu finden, insbesondere die Verkehrspolizeien der Städte Leipzig, Chemnitz und Dresden. Einige Fahrzeuge befanden sich bis 2010 im Einsatz.

## Einsatz im Motorsport

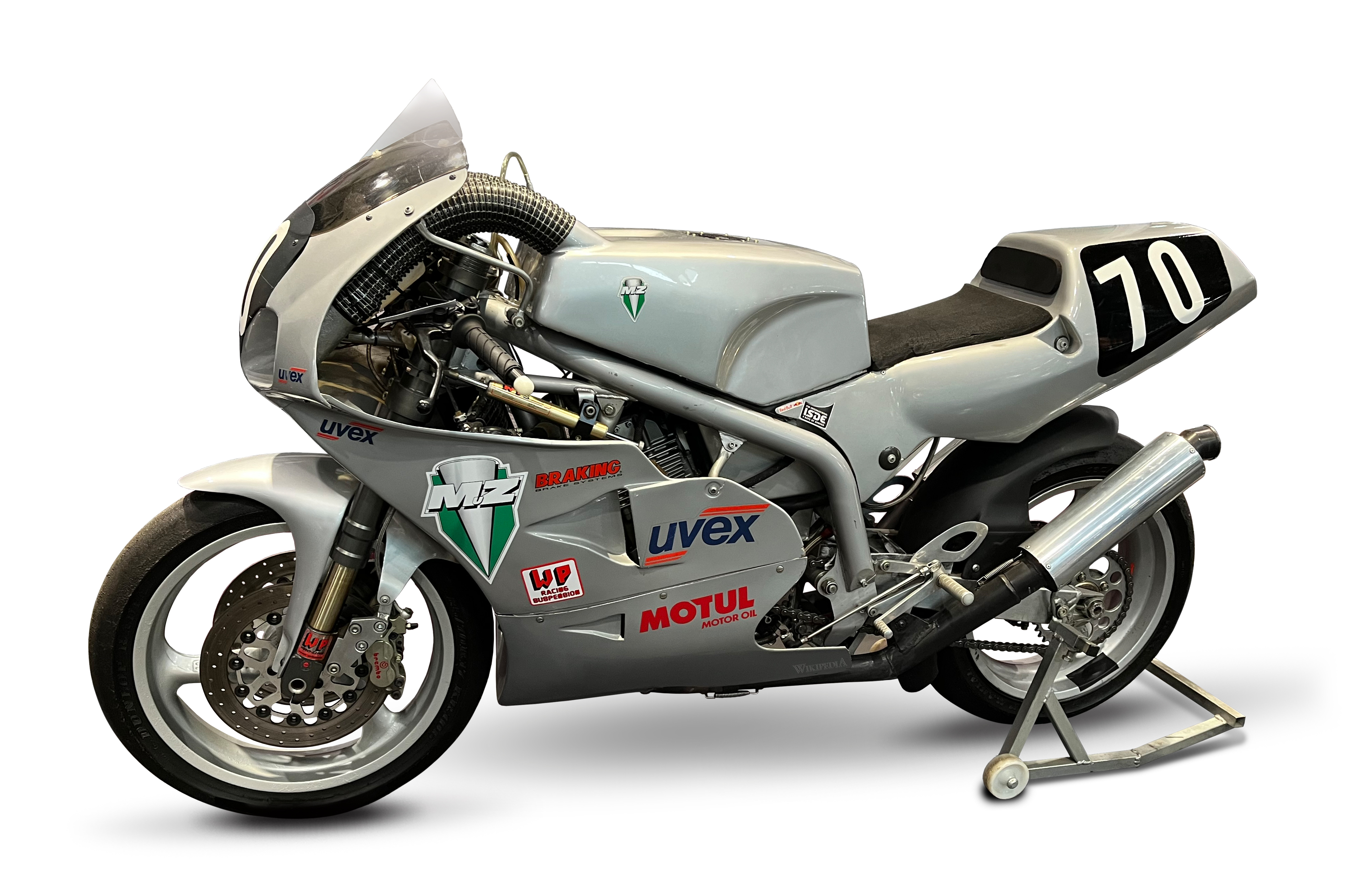
Im werksunterstützten Rennsport eingesetzte und dafür stark veränderte Skorpion

### Supermono
Auf Initiative des Geschäftsführers Petr-Karel Korous stieg die MuZ GmbH 1993 in den werksseitigen Straßenrennsport ein. Den Beginn markierte ein getunter Prototyp der Skorpion Sport, mit dem der kurzerhand engagierte englische Rennfahrer Mike Edwards bei einem Rennen der Supermono-Klasse in Donington Park startete; Edwards erreichte im Rennen den siebten Platz. Im Jahr darauf startete das MuZ-Team mit Mike Edwards in die Saison zur britischen Meisterschaft. Das Team errang Siege bei den Rennen in Brands Hatch, Cadwell Park und auf dem Thruxton Circuit, in der Gesamtwertung erreichte es den vielbeachteten zweiten Platz.
Für die Saison 1995 der Supermono-Meisterschaft wurde die Rennsport-Version überarbeitet. Infolge der beim ersten Saisonlauf durch Sturz erlittenen Verletzungen des Werksfahrers Hans Peter Meyer, fiel der jedoch lange Zeit aus. Die kurzerhand verpflichtete Ersatzfahrerin Elli Bindrum erreichte mit dem 2. Platz beim Lauf in Barcelona gegen Saisonende noch einen Achtungserfolg. In der Saison 1996 gingen drei Fahrer auf wiederum überarbeiteter Rennsport-Skorpion an den Start. Elli Bindrum belegte in der Gesamtwertung den 3., Rigo Richter den 5. und Mike Edwards den 7. Platz. In 8 Rennen standen 5 Laufsiege für MuZ zu Buche. Noch erfolgreicher endete die Saison 1997: André Friedrich erreichte in der Gesamtwertung den 2. Platz, gefolgt von Elli Bindrum auf dem 3. Rang. 1998 erreichte Elliot Burgess den 2. Platz. Höhepunkt war der Supermono-Europameistertitel für Spencer Cook auf Slipstream-MuZ im Jahr 2000. An die Erfolge in dieser Klasse konnte jedoch nicht angeknüpft werden.

### MZ-Cup

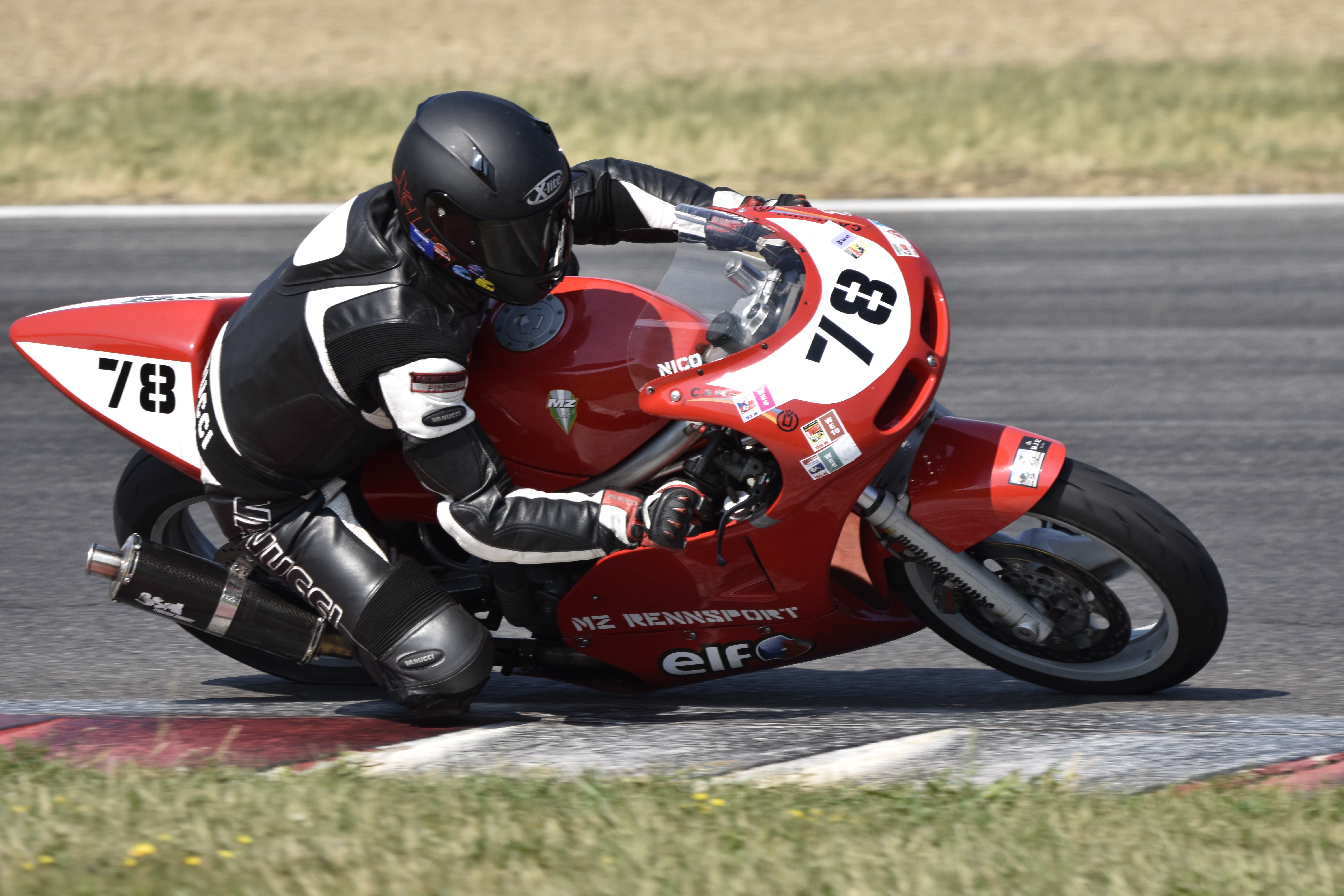
MZ Skorpion Cup auf dem Autodrom Most (2018)

1996 wurde auf Basis der Sport eine gegenüber der aus den Supermono-Rennserienerfolgen abgeleiteten Race Replica wesentlich preisgünstigere und damit breitensporttauglichere Cup-Version eingeführt, für die ab 1997 vom Werk ein eigener Typencup ausgeschrieben wurde, der in Anspielung auf eine legendäre Einzylinder-Rennmaschine der 1950er Jahre 26 Jahre später in der Fachpresse augenzwinkernd mit „Einmal Norton Manx für Arme“ kommentiert wurde.
Nach Produktionsende der Skorpion-Reihe im Jahr 2002 wurde der MZ-Cup von einem Cup-Fahrer der ersten Stunde, Uwe Link, ab 2003 werksunabhängig weiterbetrieben. 19 Jahre nach Produktionsende und 13 Jahre nach Werksschließung feierte die Rennserie 2021 als ältester in Deutschland aktiv ausgetragener Motorradmarken- und -typenpokal ihr 25-jähriges Jubiläum.